# Caloenas nicobarica
La paloma de Nicobar (Caloenas nicobarica) es una especie de ave columbiforme de la familia Columbidae que habita ciertas pequeñas islas de Indonesia y las islas Nicobar. Es la única especie viviente del género Caloenas y se cree que es el pariente más cercano no extinto del dodo.

## Características
Es una paloma grande que mide alrededor de 40 cm de longitud. El pecho, la cabeza, y las remeras son de color gris oscuro, pero tiene plumas metálicas sobre el pescuezo y la espalda que brillan con colores de verde y cobre. La cola es muy corta y es blanca. Tiene una protuberancia en el pico, y las patas son rojizas. No es una especie muy vocal, pero su canto es un arrullo (cúu-cúu-cúu). Las hembras son un poco más pequeñas que los machos. También tienen una protuberancia más pequeña, y las plumas metálicas son más cortas. El vientre de la hembra es de color marrón ligero. Los pichones tienen la cola negra.

## Historia natural
La paloma de Nicobar viaja en bandadas, volando entre las muchas islas en busca de su alimento de semillas, frutas, y unos invertebrados. Durante el día, esta ave suele visitar las islas donde se producen granos, y pasa la noche en las islas aisladas donde no hay depredadores. Su vuelo es rápido con aletazos regulares, lo cual es característico de las palomas en general. La paloma de Nicobar anida en los bosques densos; construye un nido de ramitas en un árbol, y la hembra pone un solo huevo blanco.

## Subespecies
Se conocen dos subespecies de paloma de Nicobar:
- Caloenas nicobarica nicobarica (Linnaeus, 1758)
- Caloenas nicobarica pelewensis (Finsch, 1875)